# Archaeoprepona
Genre
Archaeoprepona est un genre de papillons de la famille des Nymphalidae et de la sous-famille des Charaxinae qui résident en Amérique.

## Systématique
- Le genre Archaeoprepona a été décrit par Hans Fruhstorfer en 1915[1].
- L'espèce type est : Papilio demophon (Linnaeus, 1758)

### Synonymes
- Pseudoprepona (Le Moult, 1932-33)[2]

La plupart des espèces ont été un temps été classées dans le genre Prepona.

### Taxinomie
Liste des espèces
- Archaeoprepona amphimachus (Fabricius, 1775) présent au Mexique, en Colombie, au Brésil au Pérou.
  - Archaeoprepona amphimachus amphimachus
  - Archaeoprepona amphimachus amphiktion Fruhstorfer, 1924
  - Archaeoprepona amphimachus baroni Maza, 1982
  - Archaeoprepona amphimachus pseudmeander (Fruhstorfer, 1906)
  - Archaeoprepona amphimachus symaithus (Fruhstorfer, 1916)
- Archaeoprepona camilla (Godman & Salvin, [1884])
  - Archaeoprepona camilla camilla
  - Archaeoprepona camilla metabus (Fruhstorfer, 1916)
- Archaeoprepona chalciope (Hübner, [1823])
- Archaeoprepona demophon (Linnaeus, 1758)

Il existe 6 sous-espèces
- Archaeoprepona demophoon (Hübner, [1814])
  - Archaeoprepona demophoon demophoon
  - Archaeoprepona demophoon andicola (Fruhstorfer, 1904)
  - Archaeoprepona demophoon antimache (Hübner, [1819])
  - Archaeoprepona demophoon crassina (Fruhstorfer, 1904)
  - Archaeoprepona demophoon gulina (Fruhstorfer, 1904)
  - Archaeoprepona demophoon insulicola (Fruhstorfer, 1897)
  - Archaeoprepona demophoon mexicana Llorente, Descimon & Johnson, 1993
- Archaeoprepona licomedes (Cramer, [1777])

Il existe 2 sous-espèces
- Archaeoprepona meander (Cramer, [1775])
  - Archaeoprepona meander meander
  - Archaeoprepona meander castorina (May, 1932)
  - Archaeoprepona meander megabates (Fruhstorfer, 1916)
  - Archaeoprepona meander phoebus (Boisduval, 1870)
- Archaeoprepona phaedra (Godman et Salvin, [1884]) présent au Mexique et à Panama.
  - Archaeoprepona phaedra phaedra
  - Archaeoprepona phaedra aelia Godman et Salvin, 1889

Archaeoprepona amphimachus  - Les deux faces
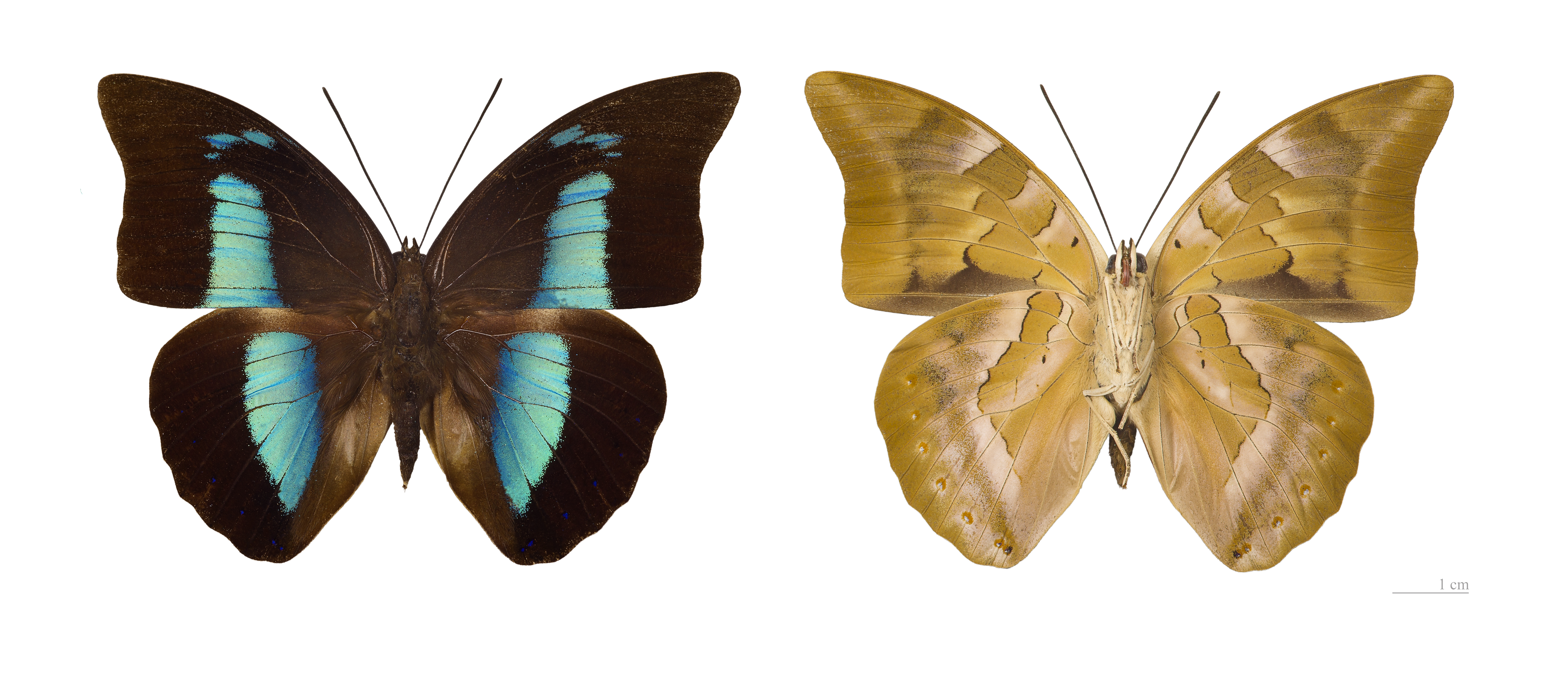
Archaeoprepona demophon - Les deux faces
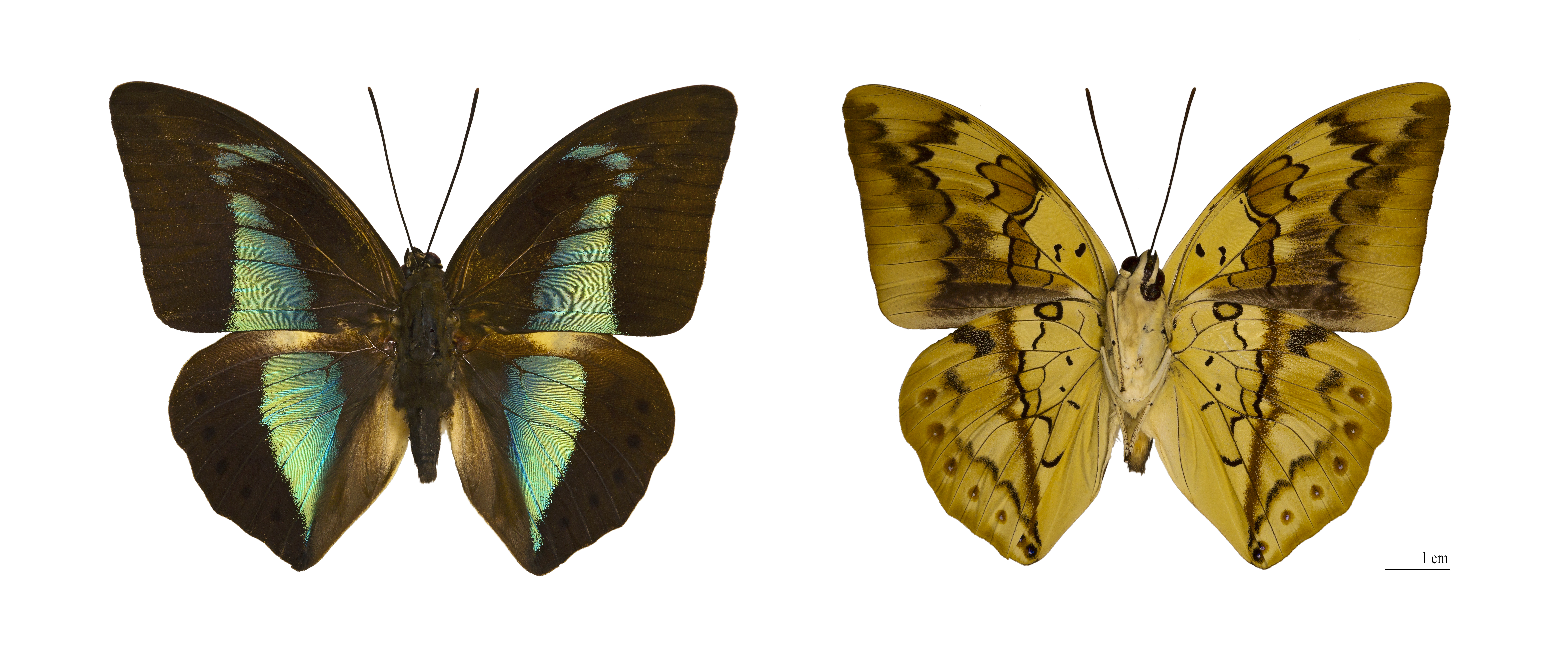
Archaeoprepona licomedes - Les deux faces